# Festival international de films de femmes de Créteil 1991
La 13e édition du Festival international de films de femmes de Créteil se tient à la Maison des arts et de la culture à Créteil, préfecture du département du Val-de-Marne, du 5 au 14 avril 1991,.

## Palmarès
- Grand Prix du Jury – Meilleur long métrage de fiction :  Kracht de Frouke Fokkema (Pays-Bas)
- Mention spéciale Grand Jury : Le fabuleux gang des sept (The Company of Strangers) de Cynthia Scott (Canada) et Valse accidentelle (Sloutchaïnyy vals) de Svetlana Proskourina (URSS)
- Prix AFJ – Meilleur long métrage documentaire : Verriegelte zeit de Sibylle Shönemann (Allemagne)
- Mention spéciale AFJ : Hidden Faces de Claire Hunt et Kim Longinotto (Grande-Bretagne)
- Prix Graine de Cinéphage – Meilleur long métrage de fiction : White Room de Patricia Rozema (Canada)
- Mention spéciale Graine de Cinéphage : Hush-A-Bye, Baby de Margo Harkin (Irlande)
- Prix Programmes courts et créations CANAL + Meilleur court métrage : L’Étoile d’or de Marie Hélia (France)
- Prix du Public – Meilleur long métrage de fiction : Le fabuleux gang des sept (The Company of Strangers) de Cynthia Scott (Canada)
- Prix du Public – Meilleur long métrage documentaire : Hidden Faces de Claire Hunt et Kim Longinotto
- Prix du Public – Meilleur court métrage étranger : Shurale de Renita et Hannes Lintrop (Estonie)
- Prix du Public – Meilleur court métrage européen : Je suis votre voisin de Karin de Villers et Thomas de Thiers (Belgique)
- Prix du Public – Meilleur court métrage français : La Grosse de Françoise Decauyx-Thomelet (France)